# A6 (motorväg, Cypern)
A6 är en motorväg på Cypern som går mellan Limassol och Pafos som ligger vid Cyperns östra kust. I Limmasol ansluter denna motorväg till motorvägen motorvägen A1. Denna motorväg går längs med Cyperns sydvästra kust och binder ihop två viktiga hamnstäder på Cypern. Motorvägen går även genom Akrotiri som är ett brittiskt militärområde.